# 格拉多·马查多
格拉多·马查多-莫拉莱斯（西班牙語：Gerardo Machado y Morales，1869年9月28日—1939年3月29日），参与过古巴独立战争，古巴共和国第5任总统，被称为「加勒比海地区的墨索里尼」、「大独裁者」，1869年生於聖克拉拉省一牧場之家，幼時其父入伍叛軍參與抗西的十年戰爭，官拜少校，一家人聚少離多。成年後於家族農場種植煙草為生。1895年-1898年，其繼承父親衣缽入伍参与古巴独立战争。1920年，成为自由党领袖。1924年，当选古巴共和国第5任总统。1928年，选举舞弊再次当选总统。1933年被迫下台流亡美国。1939年去世。

## 軼事
其總統任期以獨裁、貪污聞名於世，尤以其巨貪臭名遠揚，連遠在東方中國的魯迅亦曾耳聞，更將其事蹟寫進著名散文《外國也有》大肆諷刺。